# Николаев, Анатолий Петрович
Анатолий Петрович Николаев (23 января 1896, Тараща, Киевской губернии — 1972) — советский врач-гинеколог, профессор, действительный член Академии медицинских наук СССР, лауреат Сталинской премии СССР (1952). Был директором Института акушерства и гинекологии Академии медицинских наук СССР. Кроме того, был профессором Полтавского медицинского института и работал в Киевском, Донецком и Куйбышевском институтах охраны материнства и детства.

## Трудовая деятельность
Анатолий Петрович Николаев родился 23 января 1896 года в городе Тараща Киевской губернии.
1913 году Николаев окончил 4-ю киевскую гимназию, а в 1917 году — медицинский факультет Киевского университета.
В 1920—1922 годах Николаев работал участковым врачом на сельском медицинском участке в селе Маркуши бывшего Бердичевского уезда.
В апреле 1922 года Николаев переехал в Киев, где до 1933 года работал в Институте усовершенствования врачей ординатором, ассистентом и доцентом кафедры акушерства и гинекологии.
В 1931—1933 годах Анатолий Петрович, оставаясь доцентом Киевского института усовершенствования врачей, руководил организованным им в городе Коростене филиалом того же института.
В 1933 году Анатолию Петровичу было присвоено звание профессора, и он был назначен заведующим кафедрой акушерства и гинекологии Полтавского медицинского института, где работал до 1936.
С 1936 года Николаев работает на Донбассе (г. Сталино) директором акушерской и гинекологической клиник и заместителем директора по научной части Донецкого института охраны материнства и детства.
В годы Великой Отечественной войны Николаев работал начальником медицинской части в госпиталях, главным гинекологом Приволжского военного округа, а также заместителем директора по научной работе Куйбышевского института охраны материнства и детства.
В августе 1944 года Анатолий Петрович был назначен заведующим акушерской клиники, а также заместителем директора по научной работе Института акушерства и гинекологии Академии медицинских наук СССР.
В 1946 году Николаев был избран членом-корреспондентом Академии медицинских наук СССР, а в 1952 — её действительным членом.
С 1948 по 1954 гг. профессор Николаев работает в Ленинграде в Институте акушерства и гинекологии Академии медицинских наук СССР — сначала в должности заместителя директора института по научной работе, а затем — директором того же института.
В середине 1954 года Анатолий Петрович переехал в Киев, где работал научным руководителем Украинского научно-исследовательского института охраны материнства и детства имени Героя Советского Союза профессора П. М. Буйко.
Член КПСС с 1952 года. В том же году получил Сталинскую премию СССР.

## Научное наследие
По состоянию на март 1957 года Николаев был автором 134 научных работ (из которых 12 монографий и учебников), посвященных различным теоретическим и практическим разделам акушерства и гинекологии.
Профессор Николаев был широко известным ученым, чья многолетняя научная и практическая деятельность свидетельствует о творческую инициативу и неиссякаемую энергию.
Анатолий Петрович является автором очень оригинальной концепции возникновения и течения родов. Суть этой концепции состоит в подавляющем роли ацетилхолина (как мощной окситоксичної вещества, физиологически вырабатывается в организме беременной) в возникновении и развитии сократительной деятельности матки.
Большое место в научно-практической работе Николаева занимают вопросы о решении одного из самых сложных и актуальных вопросов здравоохранения — борьбы с внутриутробными инфекциями и мертворождением. Напечатана в 1952-м году его монография «Профилактика и терапия внутриутробной асфиксии плода» удостоена Сталинской премии и служила настольной книгой для акушеров-гинекологов в их практической деятельности.
Особого внимания заслуживают труды Николаева, посвященные обезболиванию родов, которые нашли широкое признание не только в Советском Союзе, но и за рубежом. Начиная с 1952 года Николаев творчески развивал советский психопрофилактический метод подготовки беременных к родам и значительно углубил его теоретическое обоснование.
В 1951 году Николаев принимал участие в работе международного конгресса врачей в Париже, а в 1953 году — в работе конгресса в Ницце.
Среди других докладов следует отметить широкую программный доклад о гипотезах, профилактике и лечение поздних токсикозов на Всеукраинской научно-практической конференции акушеров-гинекологов в Одессе, 1956 год.
Книга Николаева «Очерки теории и практики обезболивания родов» издана в 1953-м году и переведена на чешский, французский, итальянский, испанский языки. Другие книги и множество статей также переведены на чешский, польский, немецкий, французский и другие языки.
Анатолий Петрович является автором сценария научно-популярного фильма «Победа над болью».
За весомый вклад в развитие советской медицинской науки ученый награждён орденом Ленина.

### Научные труды
Исследования касаются актуальных проблем акушерства: борьбе с утробной асфиксией плода, нейрогуморальной регуляции родовой деятельности, содействие обезболиванию родов, токсикозам беременности, психопрофилактике, психотерапии и другим.
- Некоторые принципиальные соображения к вопросу обезболивания родов. Статья в книге «Обезболивание родов» под редакцией К. Жманина, Сталино, 1936 год;
- Пособие по технике исследования, диагностики и лечения в гинекологии, Сталино, 1937 год.
- Нервно-гуморальные факторы в регуляции родовой деятельности женщины, Сталино, 1940 год.
- Учение И. П. Павлова и важнейшие проблемы в акушерстве и гинекологии, Москва, 1951 год.
- Профилактика и терапия утробной асфиксии плода, Москва, 1952.
- Почерки теории и практики обезболивания родов, Ленинград 1953.
- Слабость родовой деятельности и её лечение, Киев, 1956.
- Практическое акушерство, учебник 1957.